# Équennes-Éramecourt
Équennes-Éramecourt (picardisch: Étcheinne-Érinmecourt) ist eine nordfranzösische Gemeinde mit 280 Einwohnern (Stand 1. Januar 2022) im Département Somme in der Region Hauts-de-France. Die Gemeinde liegt im Arrondissement Amiens, ist Teil der Communauté de communes Somme Sud-Ouest und gehört zum Kanton Poix-de-Picardie.

## Geographie
Équennes liegt rund 5,5 Kilometer südwestlich von Poix-de-Picardie auf der Höhe nördlich des Flüsschens Évoissons, Éramecourt südlich davon am Hang. Zur Gemeinde gehört das isolierte Gehöft Ferme de Posières.

## Geschichte
Die heutige Gemeinde entstand 1973 aus dem Zusammenschluss von Équennes und Éramecourt.

## Einwohner
| 1962 | 1968 | 1975 | 1982 | 1990 | 1999 | 2006 | 2011 |
| ---- | ---- | ---- | ---- | ---- | ---- | ---- | ---- |
| 190  | 199  | 235  | 220  | 199  | 247  | 314  | 309  |

## Verwaltung
Bürgermeister (maire) ist seit 2008 Sabine Chelle-Poiret.

## Sehenswürdigkeiten
- 1895 von dem Pariser Architekten Alphonse-Augustin Richardière errichtete Kirche Sainte-Marie-Madeleine in Équennes, mit hervorragender Ausstattung, 1998 als Monument historique eingetragen (Base Mérimée PA80000012)
- Kirche Saint-Firmin in Éramecourt aus dem 16. Jahrhundert
- Mühle von Taussacq